# Mandjak jezik
Mandjak jezik (ISO 639-3: mfv; kanyop, majak, mandjaque, mandyak, manjaca, manjack, manjaco, manjak, manjaku, ndjak), sjevernoatlantski jezik užre skupine bak, koji s još dva druga jezika mankanya [knf] i papel [pbo] čini podskupinu manjaku-papel. Govori ga oko 315 300 ljudi, od čega 184 000 u Gvineji Bisau (2006), 26 300 u Gambiji (2006) i 105 000 u Senegalu (2006).
U Senegalu je jedan od nacionalnih i službenih jezika. Ima brojne dijalekte: bok (babok), sarar, teixeira pinto, tsaamo, likes-utsia (baraa, kalkus), cur (churo), lund, yu (pecixe), ali su neki od njih možda posebni jezici.

## Vanjske poveznice
- Ethnologue (14th)
- Ethnologue (15th)